# Sorocaba Vipers
O Sorocaba Vipers é um time de futebol americano da cidade de Sorocaba, fundado em 5 de agosto de 2006.
Quando um grupo de amigos resolveu se juntar para brincar de jogar o futebol americano na cidade de Sorocaba, motivados pela curiosidade, esse grupo começou a se reunir todos os sábados para a prática do esporte, mesmo com a grande maioria dos praticantes desconhecendo as regras e nunca tendo assistido sequer uma partida na televisão.
Com o passar dos meses o pequeno grupo de amigos tinha crescido, principalmente através da internet, onde admiradores do jogo descobriram que havia pessoas praticando o esporte em um centro esportivo da prefeitura (C.E. Jardim Simus). Em 05 agosto de 2006 surge então o Sorocaba Vipers visando unir os praticantes e participar da Liga Flag em 2007.
A equipe disputou jogos nas categorias Flag e Halfpad até 2008, começando somente em 2009 a atuar nas categorias com jogadores totalmente equipados.
No pouco tempo de existência do time, mesmo sem apoio devido ainda ao pouco interesse pelo esporte no país, a equipe acumulou alguns títulos e já teve três jogadores convocados para a Seleção Brasileira.
Em 2010 a equipe disputou o Campeonato Brasileiro de Futebol Americano, onde conseguiu ficar na décima segunda colocação.
No Campeonato Paulista de Futebol Americano de 2011 o Vipers terminou na 4ª colocação. Ainda em 2011 conquistou a 3ª posição na I Taça Paulista de Futebol Americano.

## Principais Conquistas
FOOTBALL (equipado)
2016
- Campeão da V Super Copa São Paulo de Futebol Americano - Série A (FEFASP)

2015
- Campeão da Liga Nacional de Futebol Americano (CBFA)
- Campeão da Conferência Metropolitana Norte (FEFASP)

2014
- Vice-Campeão Paulista de F.A. (LPFA)
- Terceiro Colocado na Liga Nacional (CBFA)

FLAG FOOTBALL
2008
- Campeão da Taça Brasil de Flag

2007
- Melhor Campanha do Torneio Integração de Flag
- Campeão da Taça Brasil de Flag
- Campeão da Liga Flag [LPFA]
- Prêmio Panathlon

## Campanhas / Torneios Disputados
- Campeão da Liga Flag [LPFA] 
- Prêmio Panathlon
- 3º lugar - II Torneio da Capital (Brasília, 2008)
- 3º lugar - Sorocaba Bowl I (Sorocaba, 2008)
- 4º lugar - III Torneio da Capital (Brasília, 2009)
- 8º lugar - Torneio Touchdown 2009[2]
- 4º lugar - Campeonato Paulista de F.A. (LPFA) de 2010
- 12º lugar - Liga Brasileira de F.A. (CBFA) de 2010
- 3º lugar - Campeonato Brasileiro de F.A. (CBFA) de 2014
- 2º lugar - Campeonato Paulista de F.A. (LPFA) de 2014
- 1º lugar - Liga Nacional F.A. (CBFA) de 2015
- 1º lugar - V Super Copa São Paulo (FEFASP) de 2016

## Histórico de Partidas
Temporada 2009
AMISTOSO
- 28 de junho de 2009 (Sorocaba/SP - FACENS) - São Paulo Storm 33 @ 14 Sorocaba Vipers

Torneio Touchdown I
- 15/08/2009 (Osasco/SP) - Sorocaba Vipers 12 @ 16 São Paulo Storm
- III Torneio Capital
  - 05/09/2009 (Brasilia/DF) - Sorocaba Vipers 11 x 26 Manaus Cavaliers
  - 06/09/2009 (Brasilia/DF) - Tubarões do Cerrado 20 x 07 Sorocaba Vipers
  - 07/09/2009 (Brasilia/DF) - Cuiabá Arsenal 02 x 00 Sorocaba Vipers - W.O.

- 10/10/2009 (Sorocaba/SP - FACENS) - Rio de Janeiro  Imperadores 25 @ 06 Sorocaba Vipers

- 17/10/2009 (Rio de Janeiro/RJ – São Cristóvão) - Sorocaba Vipers 00 @ 49 Rio de Janeiro Imperadores
- 31/10/2009 (Sorocaba/SP - FACENS) - São Paulo Storm 34 @ 03 Sorocaba Vipers

Temporada 2010
Campeonato Paulista de Futebol Americano – LPFA
- 18/04/2010 (Sorocaba/SP - FACENS) - Itatiba Priests 00 @ 39 Sorocaba Vipers
- 01/05/2010 (Guarujá/SP) - Sorocaba Vipers 00 @ 14 São Paulo Storm
- 22/05/2010 (Votorantim/SP – Estádio Municipal Domênico Paolo Metidieri) - Corinthians Steamrollers 21 @ 06 Sorocaba Vipers
- 12/06/2010 (Itatiba/SP) - São Paulo Spartans 33 x 00 Sorocaba Vipers

Liga Brasileira de Futebol Americano - LBFA
- 07/08/2010 (Salto de Pirapora/SP – Estádio Municipal) - Rio de Janeiro Imperadores 47 @ 00 Sorocaba Vipers
- 21/08/2010 (Belo Horizonte/MG) - Sorocaba Vipers 06 @ 15 Minas Locomotiva
- 05/09/2010 (Brasília/DF) - Sorocaba Vipers 00 @ 31 Tubarões do Cerrado
- 25/09/2010 (Salto de Pirapora/SP – Estádio Municipal) - Cuiabá Arsenal 39 @ 08 Sorocaba Vipers
- 09/10/2010 (Sorocaba/SP - FACENS) - Minas Locomotiva 00 @ 07 Sorocaba Vipers
- 14/11/2010 (Rio de Janeiro/RJ – São Cristóvão) - Sorocaba Vipers 07 @ 56 Rio de Janeiro Imperadores

Temporada 2011
Campeonato Paulista de Futebol Americano – LPFA
- 20/03/2011 (Sorocaba/SP - FACENS) - São Paulo Spartans 40 @ 06 Sorocaba Vipers
- 03/04/2011 (Sorocaba/SP – Campo do Estrada) - ABC Corsários 00 @ 12 Sorocaba Vipers
- 15/05/2011 (Sorocaba/SP - FACENS) - São Paulo Storm 26 @ 02 Sorocaba Vipers
- 22/05/2011 (Sorocaba/SP - FACENS) - Corinthians Steamrollers 27 @ 00 Sorocaba Vipers
- 19/06/2011 (Itatiba/SP) - Sorocaba Vipers 21 @ 22 Itatiba Priests

Torneio Taça Estado de São Paulo
- 25/09/2011 (Sorocaba/SP - FACENS) - Avaré Mustangs 28 @ 21 Sorocaba Vipers
- 21/10/2011 (Sorocaba/SP – Parque das Águas) - Sorocaba Vipers 07 x 45 Itatiba Priests
- 18/11/2011 (Sorocaba/SP – Parque das Águas) - Sorocaba Vipers 16 x 12 Brasil Devilz

Temporada 2012
AMISTOSO
- 05/02/2012 – Amistoso (Sorocaba/SP – Parque das Águas) - Guarulhos Rhynos 08 @ 12 Sorocaba Vipers
- 11/03/2012 (Sorocaba/SP) – Amistoso - Rivalry Game - São Paulo Storm 16 @ 00 Sorocaba Vipers

Campeonato Paulista de Futebol Americano – LPFA
- 01/04/2012 (Sorocaba/SP) - Itatiba Priests 14 @ 03 Sorocaba Vipers
- 22/04/2012 (Sorocaba/SP – Colégio Salesiano) - São José do Rio Preto Weilers 06 @ 19 Sorocaba Vipers
- 13/05/2012 (Sorocaba/SP - FACENS) - São Paulo Spartans 23 @ 07 Sorocaba Vipers
- 20/05/2012 (Sorocaba/SP – Colégio Salesiano) - São Paulo Storm 55 @ 06 Sorocaba Vipers
- 03/06/2012 (Itatiba/SP) - Sorocaba Vipers 13 @ 20 Brasil Devilz

Campeonato Brasileiro de Futebol Americano – CBFA
- 07/07/2012 (Cuiabá/MT) - Sorocaba Vipers 00 @ 46 Cuiabá Arsenal
- 22/07/2012 (Sorocaba/SP – Colégio Salesiano) - São José do Rio Preto Weilers 00 @ 16 Sorocaba Vipers
- 19/08/2012 (Sorocaba/SP – Colégio Salesiano) - São Paulo Storm 56 @ 00 Sorocaba Vipers
- 15/09/2012 (Sorocaba/SP – Parque das Águas) - Sinop Coyotes 24 @ 21 Sorocaba Vipers
- 30/09/2012 (São Paulo/SP – Clube Vilas Boas) - Sorocaba Vipers 00 @ 46 São Paulo Storm
- 06/10/2012 (SJ do Rio Preto/SP – Estádio Municipal) - Sorocaba Vipers 06 @ 21 São José do Rio Preto Weilers

Temporada 2013
Campeonato Paulista de Futebol Americano – LPFA
- 03/03/2012 (SJ do Rio Preto/SP – Estádio Municipal) - Vipers Army 20 @ 32 São José do Rio Preto Weillers
- 24/03/2012 (Ribeirão Preto/SP – Faculdade [Alligators]) - Vipers Army 26 @ 06 Palmeiras Locomotives
- 07/04/2012 (Sorocaba/SP – Centro Esportivo Jardim Simus) - São Paulo Storm 24 @ 10 Vipers Army
- 14/04/2012 (São Roque/SP – Estádio Municipal) - Vipers Army 14 @ 21 São Paulo Spartans

Campeonato Brasileiro de Futebol Americano – CBFA
- 13/07/2013 (Barueri/SP - Parque) - Brasil Devilz 02 × 29 Vipers Army
- 28/07/2013 (São Paulo/SP – Clube Vilas Boas) - São Paulo Storm  51 × 00 Vipers Army
- 11/08/2013 (Sorocaba/SP – Centro Esportivo Jardim Simus) - Vipers Army  00 × 59 São Paulo Storm
- 01/09/2013 (Sorocaba/SP – Centro Esportivo Jardim Simus) - Vipers Army 14 x 26 Rio de Janeiro Reptiles
- 15/09/2013 (Sorocaba/SP - Centro Esportivo Jardim Simus) - Vipers Army 13 x 24 Brasil Devilz
- 21/09/2013 (Sinop/MT) - Vipers Army @ Sinop Coyotes – CANCELADO!!

Temporada 2014
Campeonato Paulista de Futebol Americano – LPFA
- 09/03/2014 (Sorocaba/SP – Clube União Recreativo Campestre) - Brasil Devilz 17 @ 15 Vipers Army
- 16/03/2014 (Sorocaba/SP – Clube União Recreativo Campestre) - Vipers Army 00 x 28 São Paulo Storm
- 29/03/2014 (Barueri/SP - Parque) - Vipers Army 23 @ 00 São Paulo Spartans
- 25/05/2014 (Ribeirão Preto/SP – Faculdade [Alligators]) – SEMI-FINAL - São José do Rio Preto Weilers 06 @ 16 Vipers Army
- 08/06/2014 (São Bernardo/SP - Estádio) – FINAL - Vipers Army 00 x 31 São Paulo Storm – VICE-CAMPEÃO!

Liga Nacional de Futebol Americano – CBFA
- 17/08/2014 (Sorocaba/SP – Clube União Recreativo Campestre) - Vipers Army 10 x 07 Brown Spiders
- 07/09/2014 (Curitiba/PR - Estádio) - Brown Spiders 07 x 17 Vipers Army
- 27/09/2014 (Sorocaba/SP) - Vipers Army 21 x 00 Manaus Cavaliers - W.O.
- 18/10/2014 (Sorocaba/SP – Centro Esportivo Vila Gabriel) - Vipers Army 39 x 03 Desportiva Piratas
- 15/11/2014 (São João Batista/SC – Estádio) – SEMI-FINAL - Vipers Army 16 x 45 Itapema White Sharks
- 16/11/2014 (São João Batista/SC – Estádio) – 3º e 4º - Vipers Army 13 x 08 Sinop Coyotes – 3º COLOCADO!

Temporada 2015
IV Super Copa São Paulo de Futebol Americano – FeFASP
- 15/03/2015 (Vinhedo/SP - Campo) - Pouso Alegre Gladiadores - MG 00 x 16 Vipers Army
- 29/03/2015 (Paulínea/SP – Clube) - Vipers Army 27 x 00 Vinhedo Lumberjacks
- 19/04/2015 (Sorocaba/SP – Centro Esportivo Jardim Simus) - Vipers Army 34 x 19 Sorocaba Nemesis
- 03/05/2015 (Votorantim/SP - CERMAG) - Paulínea Mavericks 07 x 46 Vipers Army
- 07/06/2015 (Sorocaba/SP) - Vipers Army 49 x 00 Rio Branco FA - ES - W.O.
- 20/06/2015 (Sorocaba/SP – Rodovia Sorocaba-Iperó) – Quartas de Final - São Paulo Storm 36 x 13 Vipers Army

Liga Nacional de Futebol Americano – CBFA
- 23/08/2015 (Vinhedo/SP – Campo do Aquários) - Ponte Preta Gorilas 06 x 14 Vipers Army
- 20/09/2015 (Vila Velha/ES – ) - Desportiva Piratas 00 x 46 Sorocaba Vipers
- 04/10/2015 (Sorocaba/SP – Centro Esportivo Jardim Simus) - Sorocaba Vipers 56 x 25 Ponte Preta Gorilas
- 18/10/2015 (Sorocaba/SP) - Sorocaba Vipers 49 x 00 Desportiva Piratas - W.O.
- 21/11/2015 (Sorocaba/SP – FACENS – Semi-Final - Sorocaba Vipers 26 x 18 Joinville Gladiators
- 06/12/2015 (Sorocaba/SP - Estádio Municipal Walter Ribeiro - CIC) – Final - Sorocaba Vipers 14 x 06 Campo Grande Predadores

Temporada 2016
V Super Copa São Paulo de Futebol Americano – FeFASP
- 03/04/2016 (Leme/SP - Clube de Campo Empyreo) - Sorocaba Vipers 07 x 08 São Paulo Storm
- 17/04/2016 (Jundiaí/SP - C.E.C.E. Benedito de Lima) - Sorocaba Vipers 06 x 09 Paulista Ocelots
- 24/04/2016 (Sorocaba/SP - Centro Esportivo Jd. Simus) - Sorocaba Vipers 34 x 00 Underdogs FA
- 15/05/2016 (Jundiaí/SP - C.E.C.E. Benedito de Lima) - Sorocaba Vipers 13 x 06 Limeira Tomahawk
- 22/05/2016 (Leme/SP - Clube de Campo Empyreo) - Sorocaba Vipers 07 x 06 Empyreo Leme Lizards
- 12/06/2016 (Leme/SP - Clube de Campo Empyreo) - 4ª de FINAL – Sorocaba Vipers 21 x 12 Rio Preto Weilers
- 26/06/2016 (Jundiaí/SP - Estádio Dr. Jayme Cintra) - SEMI-FINAL – Sorocaba Vipers 09 x 07 São Paulo Storm
- 10/07/2016 (Leme/SP – Clube de Campo Empyreo) - FINAL – Sorocaba Vipers 21 x 12 Empyreo Leme Lizards

Super Liga Nacional de Futebol Americano – CBFA
- 23/07/2016 (Sorocaba/SP - ) - Sorocaba Vipers  x  Tubarões do Cerrado
- 07/08/2016 (São Paulo/SP - ) - Lusa Lions  x  Sorocaba Vipers
- 20/08/2016 (Sorocaba/SP - ) - Sorocaba Vipers  x  Campo Grande Predadores
- 04/09/2016 (Goiânia/GO - ) - Goiânia Rednecks  x  Sorocaba Vipers
- 25/09/2016 (Sorocaba/SP - ) - Sorocaba Vipers  x  São Paulo Storm
- 09/10/2016 (São Paulo/SP - ) - Corinthians Steamrollers  x  Sorocaba Vipers

## Jogadores Destaque
- Francisco Furio #45 - LB/DL - A alguns anos, um dos principais destaque da equipe, atuando como Linebacker ou Defensive Line, já foi convocado para a Seleção Brasileira de Futebol Americano algumas vezes.
- Kaio Alves #21 - RB - Um dos destaques ofensivos da equipe, ganhou bastante notoriedade a partir da temporada 2014 pelas suas atuações principalmente durante a disputa da Liga Nacional.